# Ornithogalum refractum
Ornithogalum refractum är en sparrisväxtart som beskrevs av Pál Kitaibel och Diederich Franz Leonhard von Schlechtendal. Ornithogalum refractum ingår i släktet stjärnlökar, och familjen sparrisväxter.

## Underarter
Arten delas in i följande underarter:
- O. r. adalgisae
- O. r. refractum